# Burkard I. (Ebrach)
Burkard I. (auch Burkhard I.; † 15. Mai nach 1187) war von 1182 bis nach 1187 Abt des Zisterzienserklosters in Ebrach.

## Leben
Über das Leben von Burkard I. ist nur sehr wenig bekannt. Er wurde zu Beginn des 12. Jahrhunderts geboren, über den Ort schweigen die Quellen allerdings. Auch die Eltern und etwaige Geschwister des späteren Abtes werden nicht genannt. Burkard trat wahrscheinlich schon unter dem ersten Abt Adam in das Kloster Ebrach ein. Hier stieg er schnell innerhalb der Klostergemeinschaft auf und wurde nach dem Tod des Konrad vierter Abt des Zisterzienserklosters.
Erstmals erwähnt wurde Burkard allerdings erst im Jahr 1182. In diesem Jahr genehmigte Papst Lucius III. dem Kloster einige Privilegien. Zusätzlich erhielten die Mönche ihre Kurie in Oberschwappach. Die Vorgänge des Jahres 1185 sind in der Wissenschaft umstritten: Gerlach I. von Rein, Förderer des Stiftes Lilienfeld im heutigen Niederösterreich erbat beim Abt von Ebrach eine Erneuerung seiner Stiftung. Abt Burkard schickte daraufhin den Mönch Heinrich mit zwölf seiner Mitbrüder nach Süden. 
In einer zweiten päpstlichen Urkunde, diesmal aus dem Jahr 1187, bestätigte Papst Gregor VIII. die, von seinem Vorgänger gewährten Privilegien und fügte weitere hinzu. Zu diesem Zeitpunkt regierte Burkard noch als Abt in Ebrach. Er starb, laut einem Gebetbuch, an einem 15. Mai. Das Jahr seines Todes ist allerdings umstritten und wird zumeist mit dem wagen nach 1187 angegeben. Sein Nachfolger Hermann ist erstmals 1194 erwähnt.